# 新発田川
新発田川（しばたがわ）は、新潟県新発田市、北蒲原郡聖籠町および新潟市北区を流れる二級河川である。

## 地理
加治川中流の江口・上内竹・下内竹地域付近より分流し、五十公野、山王を通って大堰で二流に分れ、本流は新発田市街を流れ中曽根方面へ流れる。さらに一部は猿橋から聖籠・木崎地区を通り阿賀野川に繋がっている。（分流は市街の東側を新井田方面に流れた。）
市街地内を流れる都市河川の性質を持つことに加え、石泉荘の庭園内を流れることから、「新発田市中心市街地活性化基本計画」において「水のみち」として位置づけられている。
市街地には川の上に1951年（昭和26年）に建てられた公設鮮魚市場と呼ばれる建物があり、2021年（令和3年）まで商店が営業していた

## 歴史
江戸時代に新発田藩主となった溝口秀勝が新発田城築城に当たり、城の構築と城下町の形成と防御のため新しく開削して造られた。江戸時代から明治・大正時代にかけて生活用水、雑用水等として、庶民にとって大切な働きをしてきた。
今もなお、江戸時代当時の川筋がほとんど変わらずに残っている。（しかし市街地に流れる大半部分がセメントで蓋がされている。）

### 江戸時代からの新発田川
- 加治川から新発田川を分流（旧川道を利用）
  - 加治川の江口付近から新発田市街地の上手まで水路を形成した。（現在は大月の頭首口）
  - ここに堰を作り新発田川を二筋に分流。この堰を大堰と呼んだ。
- 大堰で分流した川
  - 本流：上鉄砲町－清水谷－寺町－上町、下町－西ヶ輪－尾上町－築留－中曽根と流れる。
  - 分流：上鉄砲町－寺町－八軒町裏－外ヶ輪裏－新井田と流れる。

### 新発田城の築城、城下町の形成
- 城下町の防御のため、新発田城、武家屋敷、町人町（本町－上町、中町、下町）はすべて大堰で分流した新発田川の本流、分流の内側（城側）に計画された。
- 新発田城の水堀
  - 新発田川から水を寺町託明寺脇より取り入れ寺町堀へ、そして三の丸、二の丸、本丸へと流した。
- 新発田川の水を取り入れ武家屋敷の通りには小堀を通した。
- 新町（立売町、万町、指物町、扶屋町、桶町、材木町、紺屋町）
  - 元和7年（1621年）、人口増加で新発田川外側に計画され新町と称した。

### 輸送路として
- 川は特に大正・昭和時代に入るまで、人や物の交通手段としての役目を果たしてきた。
- 新発田から新潟までのルート
  - 猿橋－舟入－中ノ橋－三賀（堰）－佐々木－笠柳（堰）－木崎－島見－津島屋－通船川－焼島潟－栗の木川－信濃川－新潟
  - 猿橋にある住吉神社は古くから船が来ていたことから大阪の住吉大社の三神と同じ神を祭っている。

### 災害
- 1967年（昭和42年）8月28日 - 羽越豪雨により周辺の河川とともに新発田川も氾濫。流出した水は豊栄市にも及び市街地を冠水させた[3]。

## 新発田川放水路

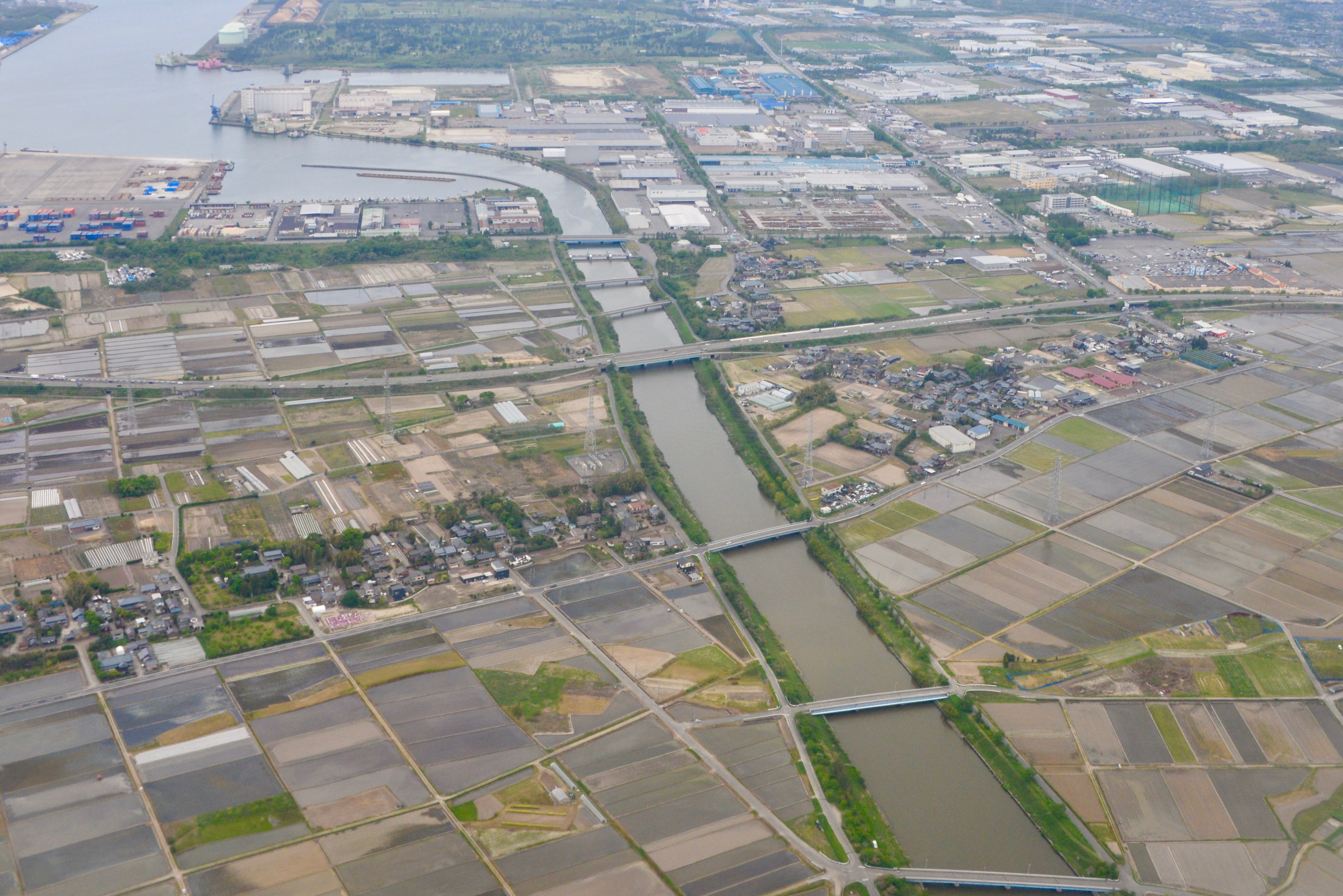
新潟東港へ流れる新発田川放水路

## 参考資料
- 新発田川再生物語